# Episodi di Lay Lay - Un'amica magica (prima stagione)
La prima stagione di Lay Lay - Un'amica magica è andata in onda negli Stati Uniti dal 21 settembre al 9 dicembre 2021 su Nickelodeon.
In Italia la stagione viene distribuita intera su Netflix il 21 gennaio 2022 insieme al resto del mondo e dal 23 gennaio all'8 febbraio 2023 in TV su Nickelodeon con il titolo originale.
| n° | Codice di prod. | Titolo originale                     | Titolo italiano              | Prima TV USA      | Prima TV Italia (Netflix) |
| -- | --------------- | ------------------------------------ | ---------------------------- | ----------------- | ------------------------- |
| 1  | 101             | Out The App                          | Sono uscita dall'app         | 21 settembre 2021 | 21 gennaio 2022           |
| 2  | 102             | Lay Lay Lies Lies                    | Lay Lay e le bugie           | 30 settembre 2021 | 21 gennaio 2022           |
| 3  | 103             | You-Go-Girl-Kart                     | Il go-kart da femmine        | 7 ottobre 2021    | 21 gennaio 2022           |
| 4  | 105             | Lay Lay the Legendary                | Lay Lay Leggendaria          | 14 ottobre 2021   | 21 gennaio 2022           |
| 5  | 110             | Ha-Lay-Lay-Ween                      | Dolcetto o scherzetto!       | 21 ottobre 2021   | 21 gennaio 2022           |
| 6  | 106             | BoomBox Burger Bop                   | Il jingle del BoomBox Burger | 28 ottobre 2021   | 21 gennaio 2022           |
| 7  | 111             | Ha-Lay-Lay-Lujah                     | A-Lay-Lay-luia!              | 4 novembre 2021   | 21 gennaio 2022           |
| 8  | 108             | That Dude Dylan                      | Quel tipo, Dylan             | 11 novembre 2021  | 21 gennaio 2022           |
| 9  | 107             | Mozzarella Heads                     | Mozzarella Heads             | 11 novembre 2021  | 21 gennaio 2022           |
| 10 | 104             | Lay Lay & Sadie's Big Hair Adventure | Un diavolo per capello       | 18 novembre 2021  | 21 gennaio 2022           |
| 11 | 109             | Make Room For Lay Lay                | Spazio in camera per Lay Lay | 25 novembre 2021  | 21 gennaio 2022           |
| 12 | 112             | Fa-La-La-La-La-La-La-Lay Lay         | Fa-La-La-La-La-La-La-Lay Lay | 2 dicembre 2021   | 21 gennaio 2022           |
| 13 | 113             | Granny Fae Fae & Lay Lay             | Lay Lay e la nonnina Fae Fae | 9 dicembre 2021   | 21 gennaio 2022           |